# نيقولاي ألكسيافتش بووليفوي
( 1796 – 1846 ) صحفي وناقد وروائي ومؤرخ روسي ، أنشأ جريدة التلغراف في موسكو 1825 حيث وضع أساس الصحافة الجادة عطلت «التلغراف» 1836 فحرر صحفا غيرها ، كتب تاريخ الشعب الروسي إلى حكم فيدور الأول ونشره في ستة أجزاء ( 1829 – 1833 ) .